# بريت روبرتس
بريت روبرتس (بالإنجليزية: Brett Roberts)‏ (و. 1970  م) هو لاعب كرة سلة، ولاعب كرة قاعدة، ومدرب كرة سلة أمريكي، ولد في بورتسموث، أوهايو، مركز لعبه هو لاعب هجوم صغير الجسم.

## التعليم
تعلم في South Webster High School ‏
.

## روابط خارجية
- بريت روبرتس على موقعبيزبول رفرنس.كوم (الدوري الثانوي) (الإنجليزية)
- بريت روبرتس على موقع سبورتس رفرنس (الإنجليزية)
- بريت روبرتس على موقع كلية كرة السلة في سبورتس رفرنس.كوم (الإنجليزية)
- بريت روبرتس على موقع ريلجم (الإنجليزية)